# 23 mai 2002
Le jeudi 23 mai 2002 est le 143e jour de l'année 2002.

## Décès
- Bernard Schreiner (né le 19 octobre 1940), homme politique français (1940-2002)
- Big Bill Neidjie (né en 1920), activiste australien, dernier locuteur natif de la langue gaagudju
- Boris Léontieff (né le 19 juillet 1955), personnalité politique française
- Dorothy Spencer (née le 2 février 1909), monteuse américaine
- Emir Dragulj (né le 2 février 1939), artiste bosnien
- Herbert Ulrich (né le 14 septembre 1921), joueur de hockey sur glace autrichien
- John Albano (né le 12 septembre 1922), scénariste de bande dessinée et dessinateur de comics américain
- Lina Mangiacapre (née le 1er janvier 1946), artiste italienne
- Pierre de Boisdeffre (né le 11 juillet 1926), diplomate, homme de lettres et critique français
- Sam Snead (né le 27 mai 1912), Golfeur américain
- Umberto Bindi (né le 12 mai 1932), chanteur italien
- Vladimir Soukhatchev (né le 15 juillet 1923), aviateur soviétique

## Événements
- En France :
  - Un incendie détruit en grande partie l'ambassade d'Israël à Paris. La police privilégie la piste accidentelle.
  - Décès à Paris, du diplomate et écrivain, Pierre de Boisdeffre à l'âge de 75 ans.
- Sortie du jeu vidéo Aces of the Air
- Fin de Coupe féminine de l'UEFA 2001-2002
- Sortie du film indien Devdas
- Sortie du jeu vidéo Guilty Gear XX
- Sortie du film américano-néerlandais L'Ascenseur (niveau 2)
- Sortie du 3e volet de la série de jeu vidéo Runabout